# Ingamaj Beck
Ingamaj Beck, född 1943 i Upernavik, Grönland, död 2001, var en svensk författare, konstkritiker och översättare. Hon växte upp i en svensk-dansk familj i Köpenhamn, tillbringade stora delar av 1960-talet i Italien och bodde i Sverige från 1970-talet och fram. Tillsammans med arkitekten Thomas Thieme disputerade hon 1973 vid Chalmers i Göteborg på doktorsavhandlingen Den normanniska katedralen i Cefalù. Från 1990-talet och fram till sin död var hon parallellt med sitt skriftställarskap lektor i konstens teori och idéhistoria vid Konsthögskolan i Stockholm. Som översättare ägnade hon stort intresse åt att introducera samtida italienska poeter för den svenska publiken. Hon översatte också från sitt modersmål danskan.

## Romaner
- Inför gryningen (Alba, 1979)
- Sedan kan jag älska dig (Alba, 1981)
- Kärlekens benämningar (Alba, 1983)
- Mordet på Medusa (Alba, 1985)
- Som moln (Alba, 1989)
- Pas de deux (Bromberg, 1991)
  - Dopo Pontormo (traduzione dallo svedese di Carmen di Giorgetti Cima) (Il girasole, 1995)
- Qivittoq (Symposion, 1999)

## Barnböcker
- Mamma Grön (Korpen, 1982)
- Pappa Blåst (Nordan, 1986)
  - Papá está loco (traducción: Ana L. Valdés) (Nordan, 1986)
- Bananträdet (Nordan, 1987)
  - La flauta dorada (Silvia Ribeiro, traducción) (Nordan, 1987)

## Böcker om konst (urval)
- Kring bilden i det samhälleliga rummet (Korpen, 1983)
- Bilden i LL-boken (Skolöverstyrelsen, 1987)
- Natur och kulturs konstnärslexikon: svensk konst under 1900-talet (under redaktion av Peder Alton och Ingamaj Beck) (Natur och kultur, 1991)
- Vingspeglar: möten med samtida konstnärer (Natur och kultur,1993)
- Dubbelporträtt: konstnärspar i seklets början (Ingamaj Beck och Barbro Waldenström (red)) (Natur och kultur, 1995)

## Översättningar (urval)
- Cesare Pavese: Katterna kommer att förstå (Coeckelberghs, 1976)
- Pier Paolo Pasolini: Vittnet: kulturpolitiska och filmteoretiska essäer (i urval och översättning av Ingamaj Beck, Filmpoesi översatt av Maria Ortman) (Cavefors, 1979)
- Tove Nielsen: Kvinna, du är offret (Kvinde, dit navn er offer) (Barrikaden, 1981)
- Italo Calvino: I skogens labyrint (La Foresta-radice-labirinto) (Nordan, 1981)
- Carlo Collodi: Pinocchio (Le avventure di Pinocchio) (Niloe, 1983)
- Alberto Moravia: Förhistoriska fabler (Storie della preistoria) (Nordan, 1985)
- Umberto Eco: Kulturknäck (Diario minimo) (Bromberg, 1990)
- Angelo Scandurra: Appunti per una morte di re ed altre poesie = Anteckningar kring kungens död och andra dikter (Symposion, 1993) [tvåspråkig utgåva]
- Pier Paolo Pasolini: Skrifter i fel tid (Symposion, 1993)
- Roberto Calasso: Kadmos och Harmonias bröllop (Le nozze di Cadmo e Armonia) (Bromberg i samarbete med Italienska kulturinstitutet, 1994)
- Alda Merini, Antonio Tabucchi, Patrizia Valduga: Trio i ett pastoralt landskap (Symposion, 1995)
- Alberto Bevilacqua, Dante Maffìa, Maria Luisa Spaziani: Romersk trio: dikter (Symposion, 1998)
- Corrado Calabrò: Älskaren och havet: dikter (Symposion, 2000)